# Millen (Georgia)
Millen es una ciudad ubicada en el condado de Jenkins en el estado estadounidense de Georgia. En el año 2000 tenía una población de 3.492 habitantes.

## Geografía
Millen se encuentra ubicada en las coordenadas 32°48′20″N 81°56′32″O / 32.80556, -81.94222 (32.805530, -81.942163).
Según la Oficina del Censo, la localidad tiene un área total de 9,4 km² (3,6 mi²), de la cual 9,4 km² (3,6 mi²) es tierra y 0 km² (0 mi²) (0.00%) es agua.

## Demografía
Según la Oficina del Censo en 2000 los ingresos medios por hogar en la localidad eran de $18,701, y los ingresos medios por familia eran $23,423. Los hombres tenían unos ingresos medios de $25,792 frente a los $17,330 para las mujeres. La renta per cápita para la localidad era de 11,851. 